# Lindome station
Lindome station är en pendeltågsstation längs Västkustbanan i Lindome, Mölndals kommun. Den trafikeras av pendeltåg mellan Göteborg och Kungsbacka. Stationen öppnades ursprungligen den 1 september 1888, då Göteborg–Hallands Järnväg stod klar. Persontrafiken lades ner den 31 maj 1970 och stationen stängdes helt den 1 oktober 1989. I och med att pendeltåg började trafikera sträckan Göteborg–Kungsbacka återigen, öppnades Lindome station på nytt den 17 augusti 1992. Det finns också en större busshållplats i anslutning till pendeltågsstationen.
År 2012 byggdes stationen om för anpassas till nya längre tåg. Även belysning och väderskydd byttes ut i samband med detta. Mellan åren 1992 och 2012 var det fyra spår vid stationen, varav två med perrong. Man tänkte sig att fjärrtåg skulle köra om pendeltåg där. Det kom inte att göras särskilt ofta då man enligt en ny policy inte ville försena pendeltåg som var i tid. År 2012 byggdes stationen därför om till två spår med längre perronger.